# Ерикс
Вижте пояснителната страница за други значения на Ерикс.
Ерикс в древногръцката митология е син на Афродита и сицилианския цар Бут. Той бил отличен боксьор, но умрял когато Херакъл го победил в един мач. Според друга версия, Персей го вкаменил с главата на Медуза Горгона.